# لامبورغيني ديابلو
لامبورغيني ديابلو (بالإنجليزية: Lamborghini Diablo)‏هي سيارة رياضية يتم انتاجها من قبل شركة لامبورغيني .